# Volo Azerbaijan Airlines 217
Il volo Azerbaijan Airlines 217 era un volo di linea passeggeri tra Baku, in Azerbaigian, e Aktau, in Kazakistan. Il 23 dicembre 2005, un Antonov An-140 operante il volo precipitò nel Mar Caspio a seguito di un'avaria della strumentazione. Non ci furono sopravvissuti.

## L'aereo
Il velivolo coinvolto era un Antonov An-140-100, marche 4K-AZ48, numero di serie 36525307036. Volò per la prima volta nel 2004 e venne consegnato ad Azerbaijan Airlines lo stesso anno. Era spinto da 2 motori turboelica Klimov TV3-117VMA-SBM1. Al momento dell'incidente, l'aereo aveva poco più di un anno.

## L'incidente
Circa cinque minuti dopo una partenza notturna dall'aeroporto di Baku, l'equipaggio segnalò al controllore del traffico aereo un'avaria della strumentazione. Volare sopra il Mar Caspio di notte e senza strumenti adeguati rese difficile per i piloti giudicare i propri parametri di volo e l'andamento stesso del velivolo. Durante il tentativo di ritorno a Baku, l'Antonov si schiantò sulle rive del Mar Caspio del distretto di Abşeron, Azerbaigian, provocando la morte di tutti i 23 presenti a bordo.

## Le indagini
Le indagini della Kharkov State Aircraft Manufacturing Company appurarono che i tre giroscopi indipendenti non stavano fornendo all'equipaggio informazioni corrette sulla rotta fin dall'inizio del volo.
A seguito dell'incidente, Azerbaijan Airlines mise a terra i restanti Antonov An-140 e annullò tutti i piani di acquisto futuri di velivoli costruiti dalla compagnia ucraina.